# Entedon darleneae
Entedon darleneae är en stekelart som beskrevs av Schauff 1988. Entedon darleneae ingår i släktet Entedon och familjen finglanssteklar. Inga underarter finns listade i Catalogue of Life.